# 云丹嘉措 (锡金)
云丹嘉措（藏語：ཡུམ་བརྟན་རྒྱ་མཚོ，威利转写：yum brtan rgya mtsho；1899年12月25日—1955年10月7日），另译庸顿嘉措，旧译“喇嘛庸顿”（Lama Yongden），锡金喇嘛，藏族，被认为是祖古。曾获中华民国政府颁发“辅教通览”四字禅号。

## 生平
云丹嘉措出生于锡金，自1914年开始陪伴法国著名女探险家亚历山大·大卫·尼尔，1929年成为其养子。1916年，云丹和亚历山大·大卫·尼尔被英国人逐出锡金后，在未经许可的情况下前往西藏云游。1925年，云丹与亚历山大来到法国，定居土伦；1928年移居迪涅莱班。1955年10月7日因尿毒症去世于迪涅莱班。

## 著作
- 《西藏荒野的鬼神》（Dieux et démons des solitudes tibétaines），与亚历山大·大卫·尼尔合著；
- 《五智喇嘛弥伴传奇》（Le lama aux cinq sagesses），与亚历山大·大卫·尼尔合著的小说，中译本由李安宅翻译；
- 《虚无之力》（la Puissance du néant），小说；